# Philippe (Belgien)

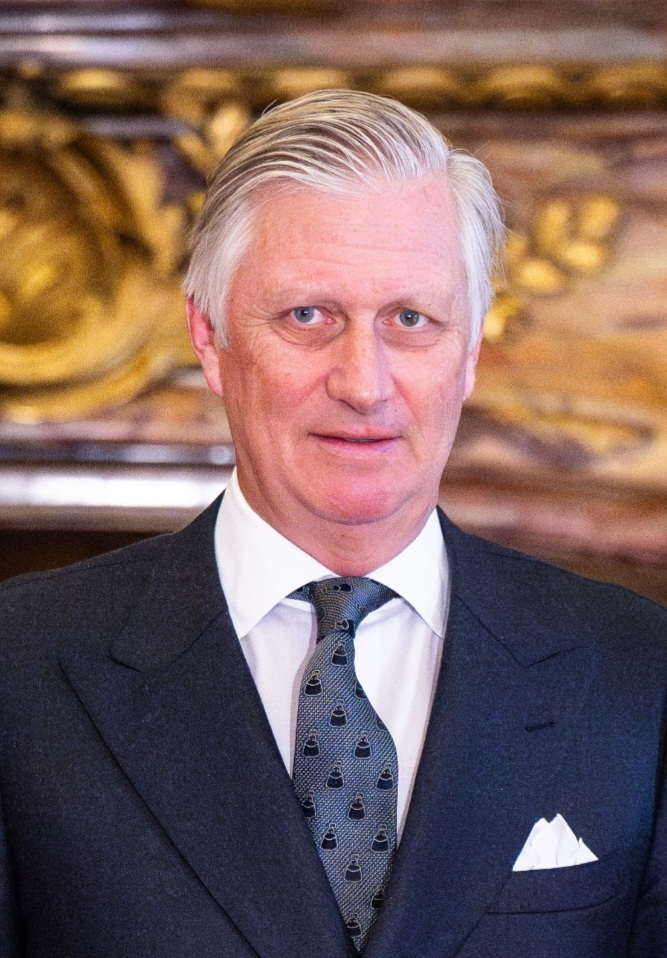
König Philippe (2025)

Philippe (französisch, so offiziell auch auf Deutsch, niederländisch Filip; * 15. April 1960 im Schloss Belvédère in Brüssel) ist seit dem 21. Juli 2013 König der Belgier und damit das Staatsoberhaupt des Königreiches Belgien. Er stammt aus dem Haus Sachsen-Coburg und Gotha und ist der älteste Sohn seines Vorgängers, König Albert II., und von dessen Ehefrau, Königin Paola.

## Leben

### Kindheit und Ausbildung
König Philippe hat zwei Geschwister, Prinz Laurent und Prinzessin Astrid, sowie eine Halbschwester, Prinzessin Delphine von Belgien, die aus einem außerehelichen Verhältnis seines Vaters stammt
Ab 1971 waren Philippes Onkel Baudouin und seine Tante Fabiola, die selbst kinderlos waren, offiziell für seine Erziehung verantwortlich. Informell war er bereits als direkter Thronfolger vorgesehen, obwohl sein Vater Albert in der Thronfolge über ihm stand. 
Sein Abitur absolvierte Philippe 1978, anschließend besuchte er bis 1981 die Königliche Militärakademie und wurde Kampfpilot. Nach Abschluss der Militärausbildung besuchte er das Trinity College der Universität Oxford und die Universität Stanford. 1985 erreichte er dort den Abschluss Master of Arts im Fach Politikwissenschaft.
Als Philippes Onkel Baudouin 1993 überraschend starb, verzichtete sein Vater nicht, wie ursprünglich vorgesehen, auf den Thron und trat selbst dessen Nachfolge an. Philippe erhielt als künftiger Thronfolger den Titel Herzog von Brabant.
Als die Katholieke Universiteit Leuven ihm 2002 die Ehrendoktorwürde verlieh, unterschrieben 250 Forscher der Universität eine Petition gegen diese Ehrung.
Neben den belgischen Landessprachen Französisch, Niederländisch und Deutsch spricht Philippe Englisch.

### Ehe und Familie

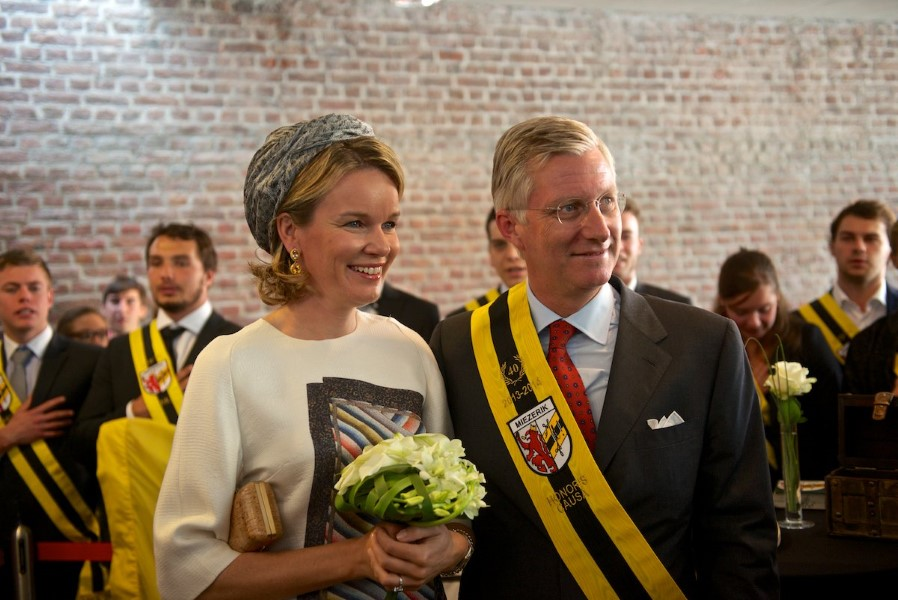
Königin Mathilde und König Philippe (2013)

Am 4. Dezember 1999 heiratete Philippe Mathilde d’Udekem d’Acoz. Das Paar hat vier Kinder:
- Elisabeth Thérèse Marie Hélène, Herzogin von Brabant (* 25. Oktober 2001 in Anderlecht). Elisabeth ist die Thronerbin ihres Vaters und steht auf Platz eins der belgischen Thronfolge. Sie wurde am 9. Dezember 2001 in der Schlosskirche von Ciergnon getauft.
- Gabriel Baudouin Charles Marie/Gabriël Boudewijn Karel Maria (* 20. August 2003 in Anderlecht). Er wurde am 25. Oktober 2003 in Ciergnon getauft.
- Emmanuel Léopold Guillaume François Marie (* 4. Oktober 2005 in Anderlecht). Er wurde am 10. Dezember 2005 in Ciergnon getauft. Seine Taufpaten sind seine Tante, Komtess Elisabeth d’Udekem d’Acoz, und Erbgroßherzog Guillaume von Luxemburg. Anfangs besuchte er wie seine Geschwister das Sint-Jan Berchmanscollege, wechselte aber im Jahr 2012 an die Förderschule Eureka in Kessel-Lo.[10]
- Eléonore Fabiola Victoria Anne Marie (* 16. April 2008 in Anderlecht). Sie wurde am 14. Juni 2008 in Ciergnon getauft. Ihre Taufpaten sind Kronprinzessin Victoria von Schweden, Prinzessin Claire von Belgien und Graf Sébastien von Westphalen zu Fürstenberg. Wie ihre älteren Geschwister besucht sie das Sint-Jan Berchmanscollege.[10]

## Offizielle Aufgaben

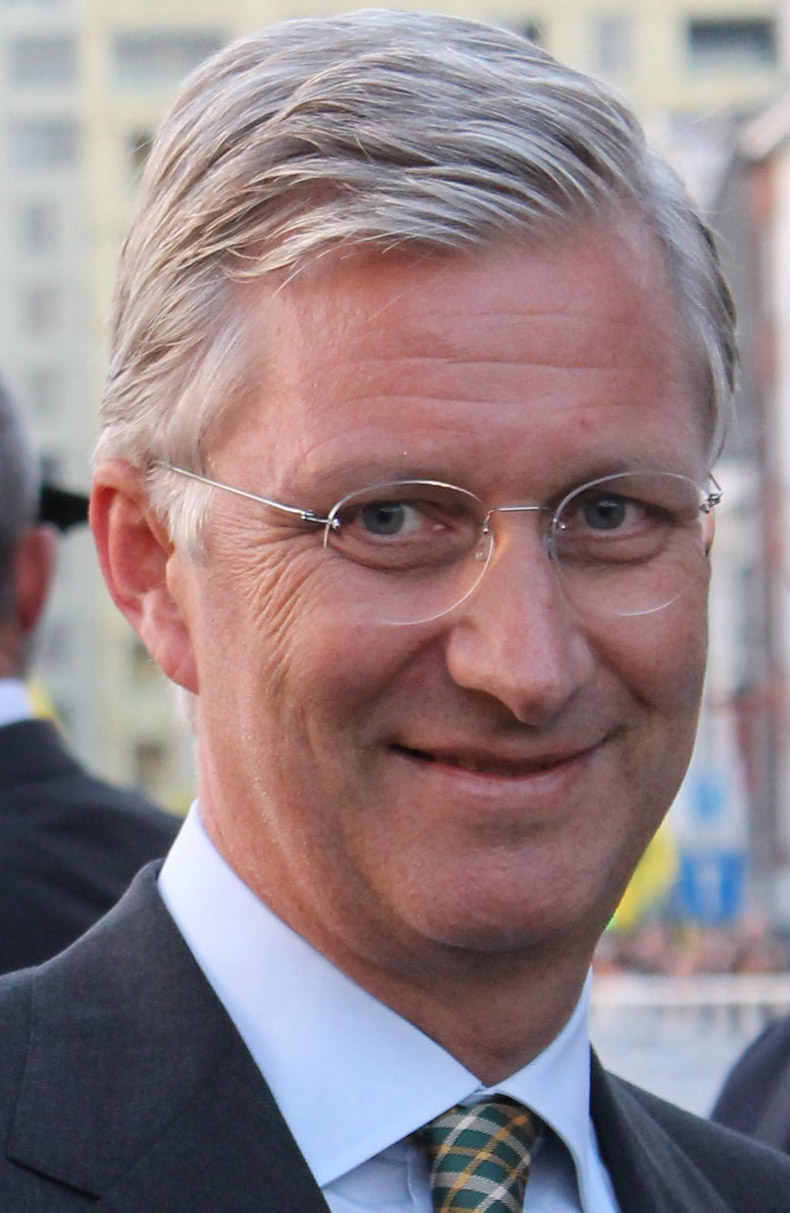
König Philippe (2013)

Philippe übernahm nach dem Ende seiner Ausbildung von seinem Vater viele offizielle Aufgaben. Beispielsweise leitete er Wirtschaftsmissionen ins Ausland. Er ist Mitglied im Club of Rome. Im Jahr 2012 war er Teilnehmer der Bilderberg-Konferenz. Seine Interessen sind Literatur, gesellschaftspolitische Fragen und Sport.
Im Jahr 1995 wurde Philippe von Kardinal-Großmeister Giuseppe Kardinal Caprio als Großkreuz-Ritter in den Ritterorden vom Heiligen Grab zu Jerusalem investiert. Am 17. November 2015 erfolgte durch Kardinal-Großmeister Edwin Frederick Kardinal O’Brien seine Ernennung zum Kollarritter. 1998 wurde er von Fra’ Andrew Bertie, Großmeister des Malteserordens, zum Ehren- und Devotionsritter (3. Stand) ernannt.
Am 3. Juli 2013 verkündigte sein Vater, König Albert II., seine Abdankung zum 21. Juli 2013, dem belgischen Nationalfeiertag.
Nachdem Albert II. die Abdankungsurkunde unterschrieben hatte, schwor Philippe den Eid auf die Verfassung. Sein Amtssitz ist der königliche Palast zu Brüssel, sein Wohnsitz ist Schloss Laeken.

## Titel und Name

Standarte des Königs

Der Titel des belgischen Monarchen lautet: Koning der Belgen, Roi des Belges, König der Belgier. Diesen Titel nahm Leopold I. bei seiner Thronbesteigung 1831 nach dem Vorbild Napoleons an, des „Kaisers der Franzosen“, um zu verdeutlichen, dass es sich um eine Monarchie handele, die in erster Linie mit dem Volk und nicht mit dem Territorium oder Staat verbunden sei.
Getauft wurde Philippe auf die Namen Philippe Léopold Louis Marie (französisch) bzw. Filip Leopold Lodewijk Maria (niederländisch). Sein Königsname lautet Philippe beziehungsweise Filip. Der Name wird ohne Ordnungszahl geführt.
Uneindeutigkeit besteht bezüglich des zivilrechtlichen Familiennamens. Im Jahr 1920 legte die königliche Familie, jedoch ohne gesetzliche Fixierung, den deutschen Familiennamen von Sachsen-Coburg ab und nannte sich de Belgique beziehungsweise van België („von Belgien“). Während in der Geburtsurkunde von König Albert II. noch der Name de Saxe-Cobourg eingetragen wurde, ist in Philippes Geburtsurkunde als Familienname de Belgique eingetragen. Allerdings wurde in Folge einer allgemeinen Reform des Namensrechts in Belgien festgelegt, dass der Titel Prinz von Belgien nur noch den direkten Nachkommen des Königs bzw. der Königin bzw. des Thronfolgers oder der Thronfolgerin zusteht, der Familienname jedoch van Saksen-Coburg, de Saxe-Cobourg, von Sachsen-Coburg lautet.

## Vorfahren
| Ahnentafel König Philippe            | Ahnentafel König Philippe                                                                                            | Ahnentafel König Philippe                                                                          | Ahnentafel König Philippe                                                                                                   | Ahnentafel König Philippe                                                                                                   | Ahnentafel König Philippe | Ahnentafel König Philippe | Ahnentafel König Philippe                                                                                              | Ahnentafel König Philippe                                                                                              |
| ------------------------------------ | --- | -------------------------------------------------------------------------------------------------- | --- | --- | --- | --- | --- | --- |
| Ururgroßeltern                       | Prinz Philippe, Graf von Flandern (1837–1905) ⚭ 1867 Prinzessin Maria Luise von Hohenzollern-Sigmaringen (1845–1912) | Herzog Carl Theodor in Bayern (1839–1909) ⚭ 1874 Prinzessin Maria Josepha von Portugal (1857–1943) | König Oskar II. (Schweden) (1829–1907) ⚭ 1857 Prinzessin Sophia von Nassau (1836–1913)                                      | König Friedrich VIII. (Dänemark) (1843–1912) ⚭ 1869 Prinzessin Louise von Schweden (1851–1926)                              | Fulco Ruffo di Calabria (1801–1848) ⚭ Eleonora Galletti (1810–1885)                                                                   | Théodore Mosselman du Chenoy (1804–1876) ⚭ Isabelle Coghen (1822–1891)                                                                | Calisto Gazelli di Rossana (1803–1875) ⚭ Francesca Gazelli Cotti (1821–1865)                                           | Felice Enrico Vittorio Gaspare Rignon (1829–1914) ⚭ Luisa Perrone di San Martino (1838–1880)                           |
| Urgroßeltern                         | Albert I., König der Belgier (1875–1934) ⚭ 1900 Elisabeth, Herzogin in Bayern (1876–1965)                            | Albert I., König der Belgier (1875–1934) ⚭ 1900 Elisabeth, Herzogin in Bayern (1876–1965)          | Prinz Carl von Schweden, Herzog von Västergötland (1861–1951) ⚭ 1897 Prinzessin Ingeborg Charlotte von Dänemark (1878–1958) | Prinz Carl von Schweden, Herzog von Västergötland (1861–1951) ⚭ 1897 Prinzessin Ingeborg Charlotte von Dänemark (1878–1958) | Fulco Beniamino Tristano Ruffo di Calabria, 5. Herzog von Guardia Lombarda (1848–1901) ⚭ 1877 Laura Mosselman du Chenoy (1851/4–1925) | Fulco Beniamino Tristano Ruffo di Calabria, 5. Herzog von Guardia Lombarda (1848–1901) ⚭ 1877 Laura Mosselman du Chenoy (1851/4–1925) | Graf Augusto Gazelli di Rossana (1855–1937) ⚭ Gräfin Maria Cristina dei Rignon (1858–1930/50)                          | Graf Augusto Gazelli di Rossana (1855–1937) ⚭ Gräfin Maria Cristina dei Rignon (1858–1930/50)                          |
| Großeltern                           | Leopold III., König der Belgier (1901–1983) ⚭ 1926 Prinzessin Astrid von Schweden (1905–1935)                        | Leopold III., König der Belgier (1901–1983) ⚭ 1926 Prinzessin Astrid von Schweden (1905–1935)      | Leopold III., König der Belgier (1901–1983) ⚭ 1926 Prinzessin Astrid von Schweden (1905–1935)                               | Leopold III., König der Belgier (1901–1983) ⚭ 1926 Prinzessin Astrid von Schweden (1905–1935)                               | Fulco Ruffo di Calabria, 6. Herzog von Guardia Lombarda (1884–1946) ⚭ 1919 Gräfin Luisa Gazelli di Rossana (1896–1989)                | Fulco Ruffo di Calabria, 6. Herzog von Guardia Lombarda (1884–1946) ⚭ 1919 Gräfin Luisa Gazelli di Rossana (1896–1989)                | Fulco Ruffo di Calabria, 6. Herzog von Guardia Lombarda (1884–1946) ⚭ 1919 Gräfin Luisa Gazelli di Rossana (1896–1989) | Fulco Ruffo di Calabria, 6. Herzog von Guardia Lombarda (1884–1946) ⚭ 1919 Gräfin Luisa Gazelli di Rossana (1896–1989) |
| Eltern                               | Albert II. (* 1934), König der Belgier 1993–2013 ⚭ 1959 Donna Paola Ruffo di Calabria (* 1937)                       | Albert II. (* 1934), König der Belgier 1993–2013 ⚭ 1959 Donna Paola Ruffo di Calabria (* 1937)     | Albert II. (* 1934), König der Belgier 1993–2013 ⚭ 1959 Donna Paola Ruffo di Calabria (* 1937)                              | Albert II. (* 1934), König der Belgier 1993–2013 ⚭ 1959 Donna Paola Ruffo di Calabria (* 1937)                              | Albert II. (* 1934), König der Belgier 1993–2013 ⚭ 1959 Donna Paola Ruffo di Calabria (* 1937)                                        | Albert II. (* 1934), König der Belgier 1993–2013 ⚭ 1959 Donna Paola Ruffo di Calabria (* 1937)                                        | Albert II. (* 1934), König der Belgier 1993–2013 ⚭ 1959 Donna Paola Ruffo di Calabria (* 1937)                         | Albert II. (* 1934), König der Belgier 1993–2013 ⚭ 1959 Donna Paola Ruffo di Calabria (* 1937)                         |
| Philippe, König der Belgier (* 1960) | | | | | | | | |